# Episodi di Io sono Franky (prima stagione)
La prima stagione di Io sono Franky (Yo soy Franky) è stata trasmessa in prima TV dal 28 settembre 2015 al 18 dicembre 2015 in America latina. In Italia è stata trasmessa in anteprima da Boing il 29 gennaio 2016, poi la serie è andata in onda regolarmente dal 1 febbraio 2016 al 21 aprile 2016. Dal 29 settembre 2016, Boing riassume gli episodi mandandoli in onda con il titolo Il meglio di Io sono Franky.
| n° | Titolo originale                              | Titolo italiano                               | Prima TV originale | Prima TV Italia  |
| -- | --------------------------------------------- | --------------------------------------------- | ------------------ | ---------------- |
| 1  | El nacimiento de Franky                       | La nascita di Franky                          | 30 luglio 2015     | 29 gennaio 2016  |
| 2  | Franky no tiene el control                    | Franky senza controllo                        | 1º agosto 2015     | 1º febbraio 2016 |
| 3  | ¿Donde Franky?                                | Dov'è Franky?                                 | 17 settembre 2015  | 2 febbraio 2016  |
| 4  | Franky y Cristian enamorados por dos          | Franky e Christian due innamorati             | 18 settembre 2015  | 3 febbraio 2016  |
| 5  | Franky y Cristian la guerra continúa          | Franky e Christian la guerra continua         | 20 Settembre 2015  | 4 febbraio 2016  |
| 6  | Franky y el secreto revelado                  | Franky e il segreto rivelato                  | 21 settembre 2015  | 5 febbraio 2016  |
| 7  | Franky y Delfina un secreto entre amigos      | Franky e Delfina un segreto tra amiche        | 23 settembre 2015  | 8 febbraio 2016  |
| 8  | Franky y Tamara la guerra acaba de comenzar   | Franky e Tamara la guerra è appena cominciata | 24 settembre 2015  | 9 febbraio 2016  |
| 9  | Franky y Clara una broma de mal gusto         | Franky e Clara uno scherzo di pessimo gusto   | 26 settembre 2015  | 10 febbraio 2016 |
| 10 | Mejores amigos de Franky y Roby               | Franky e Roby senza segreti                   | 27 settembre 2015  | 11 febbraio 2016 |
| 11 | La abuela de Franky: Tecnología Cero          | La nonna di Franky: Tecnologia Zero           | 29 settembre 2015  | 12 febbraio 2016 |
| 12 | ¿Franky y Roby?                               | Franky e Roby?                                | 30 settembre 2015  | 15 febbraio 2016 |
| 13 | Franky y Roby Nuevas estrellas                | Franky e Roby nuove stelle                    | 2 ottobre 2015     | 16 febbraio 2016 |
| 14 | Franky y Roby Un amor de telenovela           | Franky e Roby amore per un romanzo            | 3 ottobre 2015     | 17 febbraio 2016 |
| 15 | Franky y Los dos chicos                       | Franky e i suoi due fidanzati                 | 5 ottobre 2015     | 18 febbraio 2016 |
| 16 | Franky Y Delfina guarda el byte cibernético   | Franky salva il Cyber Byte                    | 6 ottobre 2015     | 19 febbraio 2016 |
| 17 | ¿Adiós Franky?                                | Addio Franky?                                 | 8 ottobre 2015     | 22 febbraio 2016 |
| 18 | Franky Y Roby sin contagio                    | Franky e Roby senza contagio                  | 9 ottobre 2015     | 23 febbraio 2016 |
| 19 | Franky y Roby ¿Ellos son hermanos?            | Franky e Roby, loro sono fratelli?            | 11 ottobre 2015    | 24 febbraio 2016 |
| 20 | Franky y Roby Reemplazado                     | Franky e Roby clonati                         | 17 ottobre 2015    | 25 febbraio 2016 |
| 21 | Franky y Roby y una guerra de clones          | Franky e Roby una guerra di cloni             | 25 Ottobre 2015    | 26 febbraio 2016 |
| 22 | Franky y sus disculpas                        | Franky e le sue scuse                         | 27 ottobre 2015    | 29 febbraio 2016 |
| 23 | Franky en comedia musical                     | Franky nella commedia musicale                | 28 ottobre 2015    | 1º marzo 2016    |
| 24 | Franky Y Cristian adiós para siempre          | Franky e Christian addio per sempre           | 1º novembre 2015   | 2 marzo 2016     |
| 25 | Las lágrimas falsas de Franky                 | Le lacrime false di Franky                    | 3 novembre 2015    | 3 marzo 2016     |
| 26 | Franky y Tamara tienen una batalla gruñona    | Franky e Tamara hanno una battaglia scontrosa | 5 novembre 2015    | 4 marzo 2016     |
| 27 | Franky y Cristian vuelven a comprometerse     | Franky e Christian di nuovo fidanzati         | 7 novembre 2015    | 7 marzo 2016     |
| 28 | ¿Cristian engaña a Franky?                    | Christian inganna Franky?                     | 10 novembre 2015   | 8 marzo 2016     |
| 29 | Franky sin pasado                             | Franky senza un passato                       | 13 novembre 2015   | 9 marzo 2016     |
| 30 | Franky tuvo un sueño                          | Franky ha avuto un sogno                      | 17 novembre 2015   | 10 marzo 2016    |
| 31 | Franky tiene corazón                          | Franky ha il "cuore"                          | 24 novembre 2015   | 11 marzo 2016    |
| 32 | Franky vs. Roby                               | Franky contro Roby                            | 28 novembre 2015   | 14 marzo 2016    |
| 33 | Franky a San Diego                            | Franky a San Diego                            | 1º dicembre 2015   | 15 marzo 2016    |
| 34 | Franky en peligro                             | Franky in pericolo                            | 2 dicembre 2015    | 16 marzo 2016    |
| 35 | Franky, una chica normal                      | Franky, una ragazza normale                   | 3 dicembre 2015    | 17 marzo 2016    |
| 36 | Franky, una nuera ideal                       | Franky, una nuora ideale                      | 5 dicembre 2015    | 18 marzo 2016    |
| 37 | Franky y Roby inseparables                    | Franky e Roby inseparabili                    | 6 dicembre 2015    | 21 marzo 2016    |
| 38 | Franky a prueba de agua                       | Franky e Roby a prova di acqua                | 7 dicembre 2015    | 22 marzo 2016    |
| 39 | Franky y su amigo secreto                     | Franky e il suo amico segreto                 | 8 dicembre 2015    | 23 marzo 2016    |
| 40 | Franky y el campamento escolar                | Franky e il campo scuola                      | 10 dicembre 2015   | 24 marzo 2016    |
| 41 | Franky bajo el poder de Clara                 | Franky sotto il potere di Clara               | 11 dicembre 2015   | 25 marzo 2016    |
| 42 | El blog de Franky                             | Il blog di Franky                             | 12 dicembre 2015   | 28 marzo 2016    |
| 43 | Franky, la película                           | Franky, il film                               | 13 dicembre 2015   | 29 marzo 2016    |
| 44 | Franky y la Loba                              | Franky e Lupa                                 | 14 dicembre 2015   | 30 marzo 2016    |
| 45 | Franky en busca de la felicidad               | Franky in cerca della felicità                | 15 dicembre 2015   | 31 marzo 2016    |
| 46 | Franky descubre su vocación                   | Franky scopre la sua vocazione                | 17 dicembre 2015   | 1º aprile 2016   |
| 47 | Franky tiene una amiga peligrosa              | Franky ha un'amica pericolosa                 | 18 dicembre 2015   | 4 aprile 2016    |
| 48 | Franky en el bosque                           | Franky nel bosco                              | 19 dicembre 2015   | 5 aprile 2016    |
| 49 | Franky y la lotería                           | Franky e la lotteria                          | 20 dicembre 2015   | 6 aprile 2016    |
| 50 | Franky salva el colegio                       | Franky salva la scuola                        | 21 dicembre 2015   | 7 aprile 2016    |
| 51 | Franky y Roby sin red                         | Franky e Roby senza rete                      | 22 dicembre 2015   | 8 aprile 2016    |
| 52 | Franky y una buena acción                     | Franky e la buona azione                      | 23 dicembre 2015   | 11 aprile 2016   |
| 53 | Franky en la final del Appathon               | Franky nella finale dell'Appathon             | 24 dicembre 2015   | 12 aprile 2016   |
| 54 | Franky y Roby tienen telepatía                | Franky e Roby hanno telepatia                 | 25 dicembre 2015   | 13 aprile 2016   |
| 55 | ¿Una chica peligrosa?                         | Una ragazza pericolosa?                       | 26 dicembre 2015   | 14 aprile 2016   |
| 56 | Franky y la abuela de Christian               | Franky e la nonna di Christian                | 27 dicembre 2015   | 15 aprile 2016   |
| 57 | Franky, una chica responsable                 | Franky, una ragazza responsabile              | 28 dicembre 2015   | 18 aprile 2016   |
| 58 | Franky y el Concurso de Androides: (Parte I)  | Franky e il Concorso di Androidi (Parte I)    | 29 dicembre 2015   | 19 aprile 2016   |
| 59 | Franky y el Concurso de Androides: (Parte II) | Franky e il Concorso di Androidi (Parte II)   | 30 dicembre 2015   | 20 aprile 2016   |
| 60 | Franky: ¡El Gran Final!                       | Franky: Il gran finale!                       | 31 dicembre 2015   | 21 aprile 2016   |